# Louis Yamaguchi
Louis Yamaguchi (jap. 山口 瑠伊, Yamaguchi Louis; * 28. Mai 1998 in La Garenne-Colombes) ist ein japanischer Fußballspieler.

## Karriere

### Verein
Yamaguchi erlernte das Fußballspielen in der Jugendmannschaften der japanischen Verein FC Waseda und FC Tokyo sowie dem französischen Verein FC Lorient. Seinen ersten Vertrag unterschrieb er 2017 in Spanien bei Extremadura UD in Almendralejo. Hier kam er einmal in der ersten Mannschaft und 33-mal in der zweiten Mannschaft zum Einsatz. Im August 2020 wechselte er zum Drittligisten Recreativo Huelva nach Huelva. Für Huelva absolvierte er vier Ligaspiele. Nach Saisonende war er von Juli 2021 bis Dezember 2021 vertrags- und vereinslos. Im Januar 2022 kehrte er nach Japan zurück, wo er einen Vertrag beim Zweitligisten Mito Hollyhock unterschrieb. Nach zwei Spielzeiten, in denen er 63 Ligaspiele bestritt, wechselte er im Januar 2024 zum Erstligaaufsteiger FC Machida Zelvia. Im Sommer 2024 wechselte er auf Leihbasis bis Jahresende 2024 zum ebenfalls in der ersten Liga spielenden Kawasaki Frontale. Nach der Ausleihe wurde er im Februar 2025 fest von Frontale unter Vertrag genommen. Am 3. Mai 2025 stand er mit Frontale im Finale der AFC Champions League Elite. Hier musste man sich jedoch dem saudi-arabischen Vertreter al-Ahli mit 2:0 geschlagen geben.

### Nationalmannschaft
Mit der japanischen U20-Nationalmannschaft qualifizierte er sich für die U-20-Weltmeisterschaft 2017.

## Erfolge
Kawasaki Frontale
- AFC Champions League Elite-Finalist: 2024/25